# خليج كوبانو

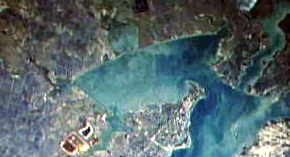
خليج كوبانو

خليج كوبانو (بالإنجليزية: Copano Bay)‏ هو الامتداد الشمالي الغربي لخليج أرانساس، غرب روكبورت بولاية تكساس في مقاطعات ريفوجيو وأرانساس .